# Saint-Vallier (Saône-et-Loire)
Saint-Vallier is een gemeente in het Franse departement Saône-et-Loire (regio Bourgogne-Franche-Comté). De plaats maakt deel uit van het arrondissement Chalon-sur-Saône. Saint-Vallier telde op 1 januari 2022 8.508 inwoners.

## Geschiedenis
Het grondgebied van de gemeente was lang een aaneengesloten bebost gebied in Charolais. De naam Saint-Vallier verscheen voor het eerst in de 11e eeuw. In de 15e eeuw hing de plaats af van de baljuw van Charolles. De plaats werd een gemeente in 1789 onder naam St-Vallier-en-Charolois; er waren toen iets meer dan 1000 inwoners.
In 1856 werd begonnen met de ontginning van steenkool die zorgde voor een sterke groei van de bevolking.

## Geografie
De oppervlakte van Saint-Vallier bedroeg op 1 januari 2022 24,21 vierkante kilometer; de bevolkingsdichtheid was toen 351,4 inwoners per km². Het Canal du Centre loopt door de gemeente.
De onderstaande kaart toont de ligging van Saint-Vallier met de belangrijkste infrastructuur en aangrenzende gemeenten.

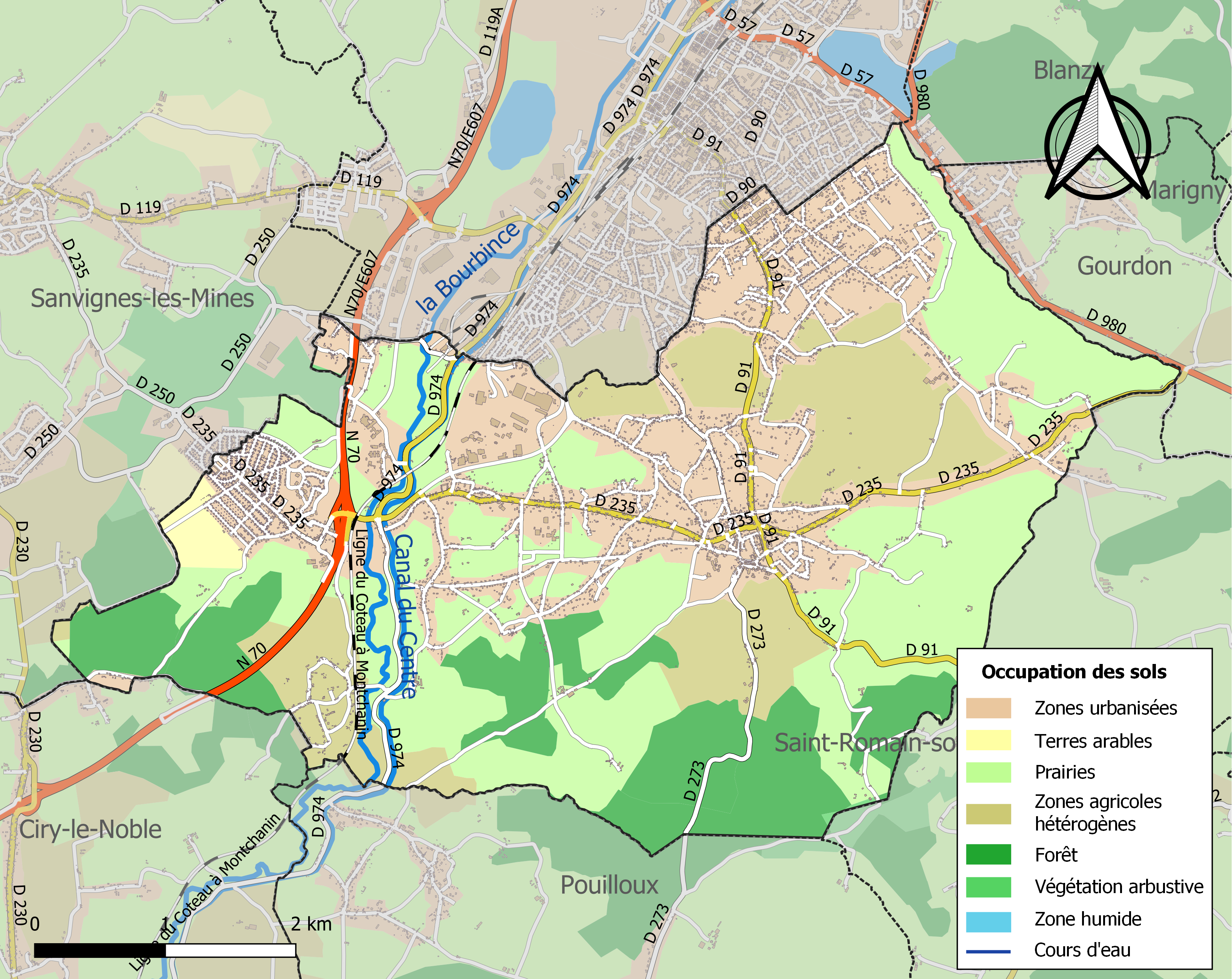

## Demografie
Onderstaande figuur toont het verloop van het inwonertal (bron: INSEE-tellingen).